# Шевченка (Вільшанська сільська громада)
Шевче́нка — село в Україні, у Вільшанській сільській територіальній громаді Житомирського району Житомирської області. Населення становить 156 осіб.

## Загальний опис
Населення становить 156 особи. Історична назва — Хутір Шевченка.
18 березня 2010 року Житомирська обласна рада ухвалила рішення «Про внесення змін в адміністративно-територіальний устрій Житомирської області», яким, зокрема, селище Шевченка було віднесене до категорії сіл з уточненням назви на Шевченко. Проте у «Відомостях Верховної Ради» було опубліковане тільки рішення в частині зміни статусу, рішення в частині уточнення назви не набуло чинності.
До 1954 року орган місцевого самоврядування — Цицелівська сільська рада; до 2018-го — Карповецька сільська рада.